# ألان لالين
ألان لالين (بالإسبانية: Allan Lalin)‏ هو لاعب كرة قدم هندوراسي في مركز الهجوم، ولد في 5 يناير 1981 في تيغوسيغالبا في هندوراس. شارك مع منتخب هندوراس لكرة القدم. أما مع النوادي، فقد لعب مع ريال إسبانيا ونادي بلاتنسي ونادي خزر لنكران ونادي فيكتوريا ونيا سلاميس فاماغوستا.

## وصلات خارجية
- ألان لالين على موقع قاعدة بيانات كرة القدم.إي يو (الإنجليزية)
- ألان لالين على موقع ناشيونال فوتبول تيمز (الإنجليزية)
- ألان لالين على موقع Soccerway.com (الإنجليزية)